# کبک گلوحنایی
کبک گلوحنایی (نام علمی: Arborophila rufogularis) نام یک گونه از سرده کبک‌های تپه است. این پرنده بیشتر در بنگلادش، بوتان، چین، هند، لائوس، میانمار، نپال، تایلند و ویتنام یافت می‌شود. زیستگاهش جنگل‌های کم‌ارتفاع نیمه‌گرمسیری و گرمسیری مرطوب و نیز جنگل‌های کوهستانی است.